# 국도 제188호선 (일본)

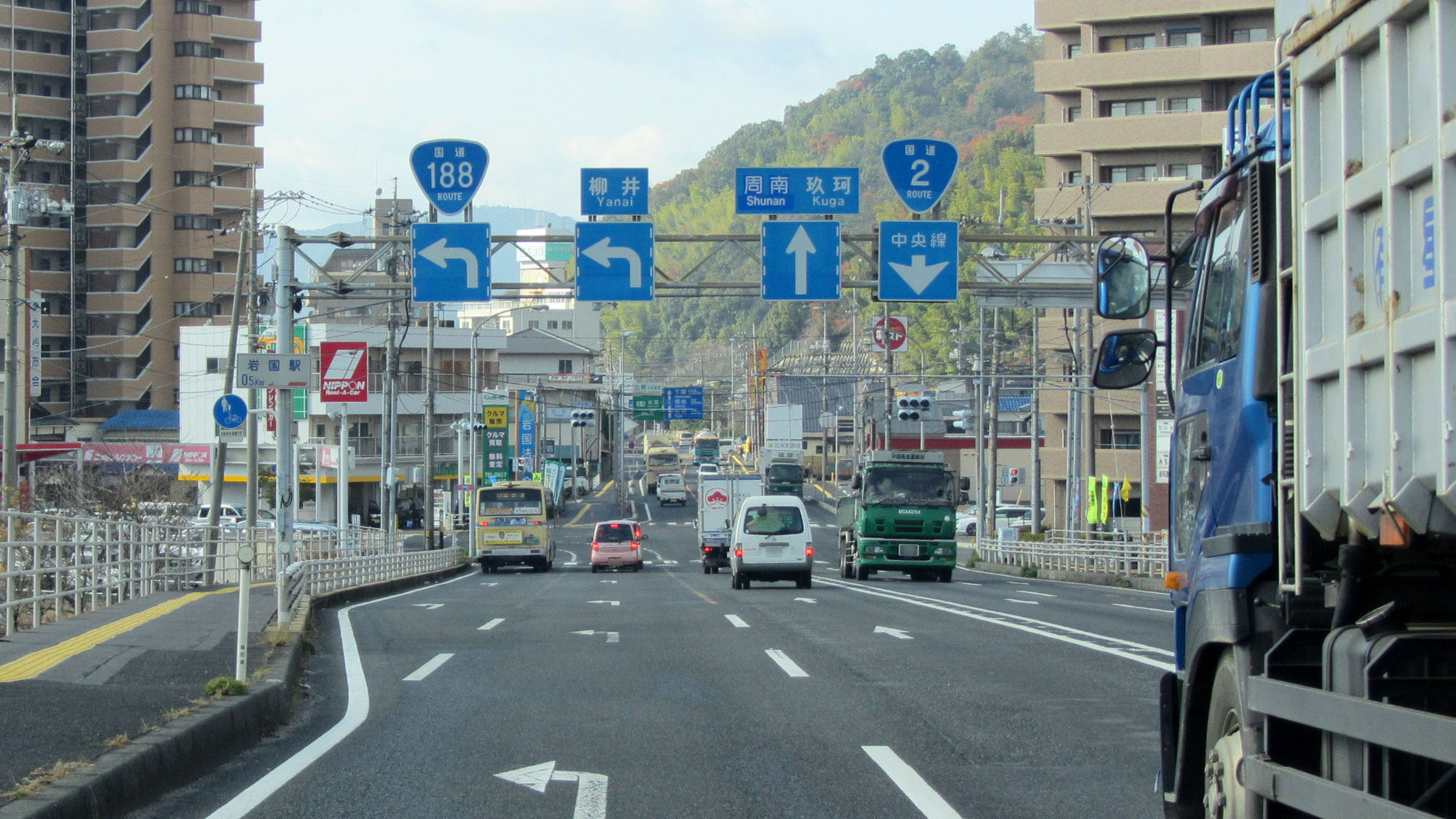
국도 188호선의 기점
야마구치현 이와쿠니시 다테이시 교차로

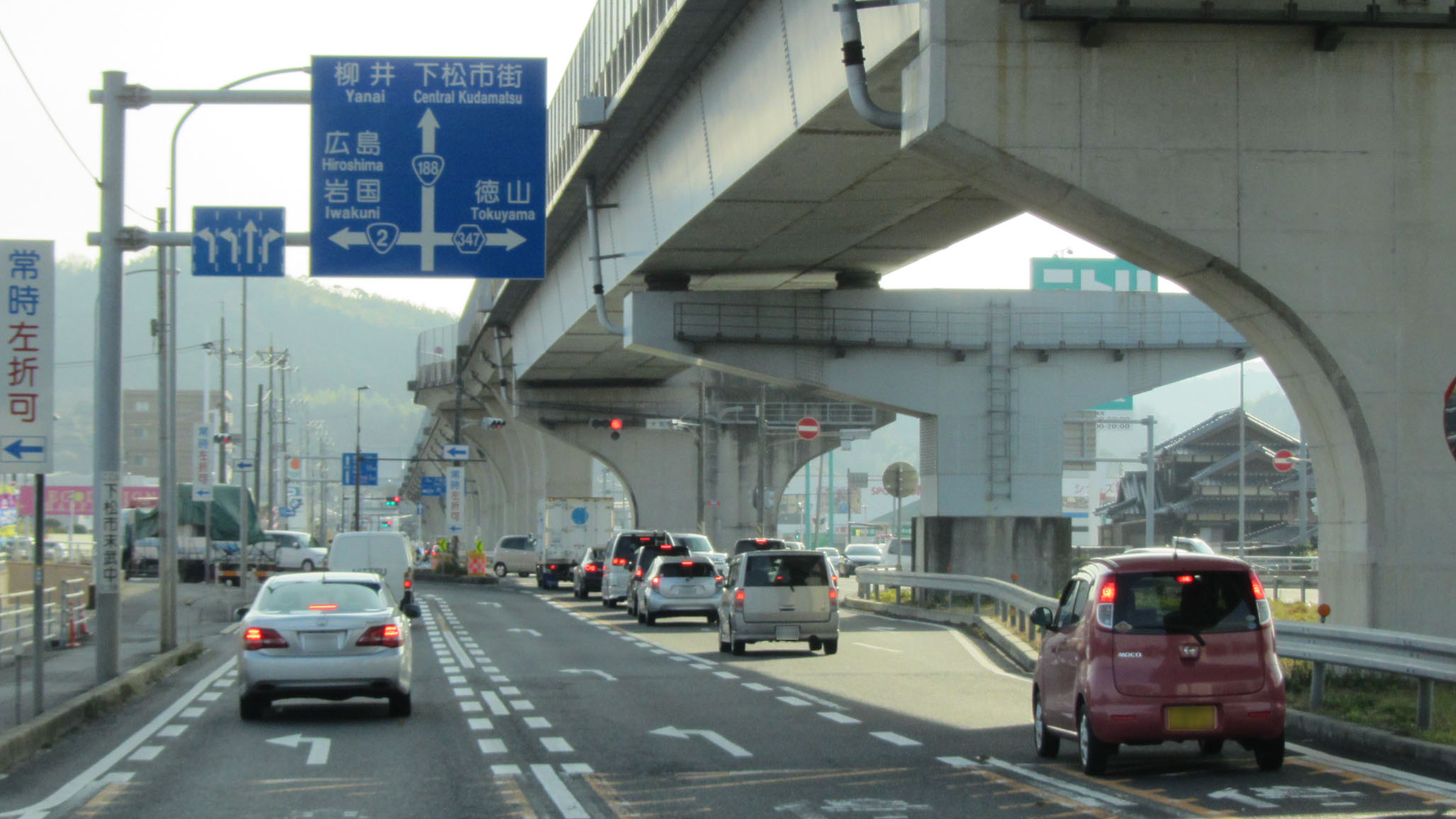
국도 188호선의 종점
야마구치현 구다마쓰시 스에타케나카 교차로

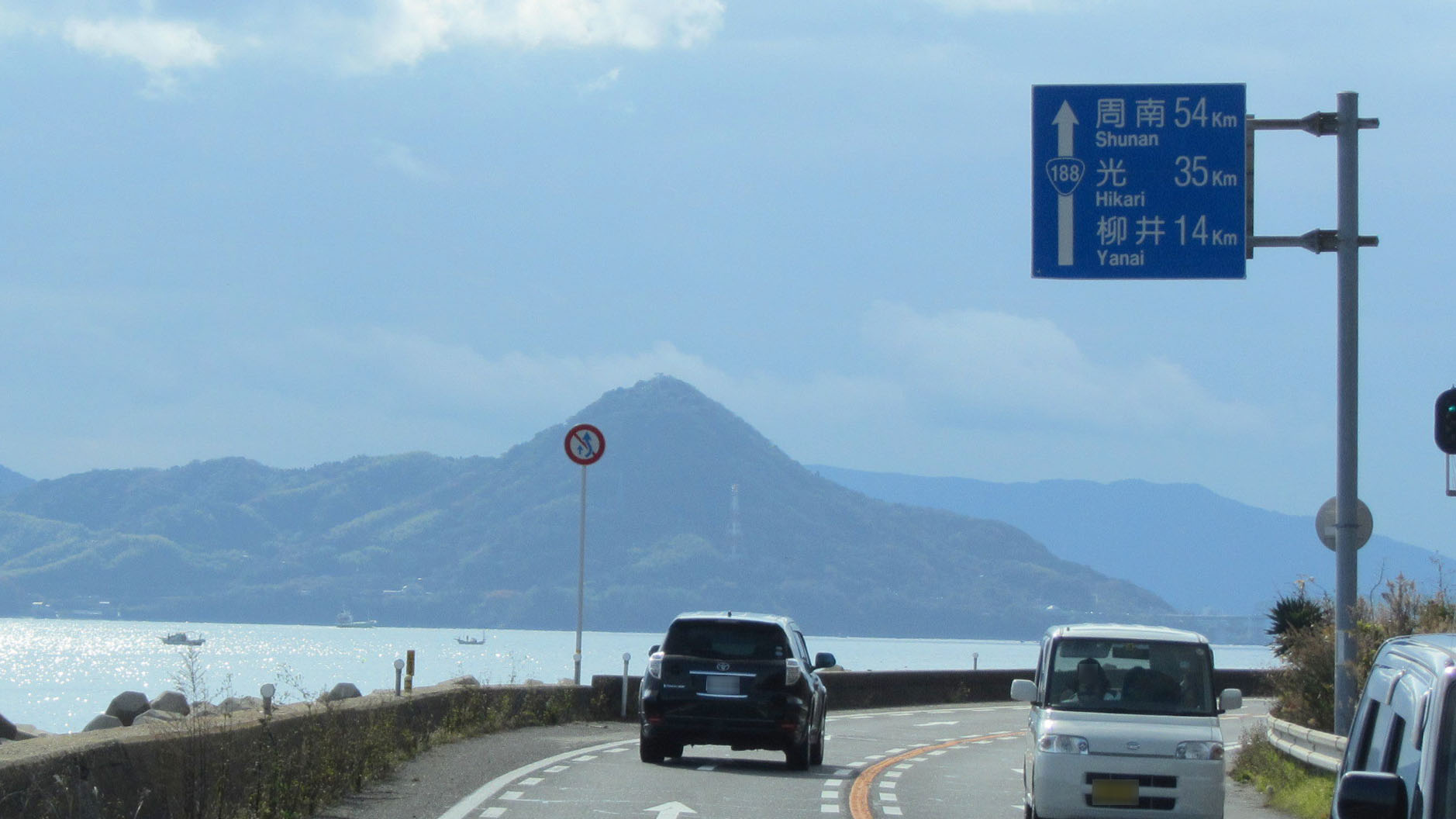
야마구치현 이와쿠니시 유우마치
(2012년 12월 촬영)

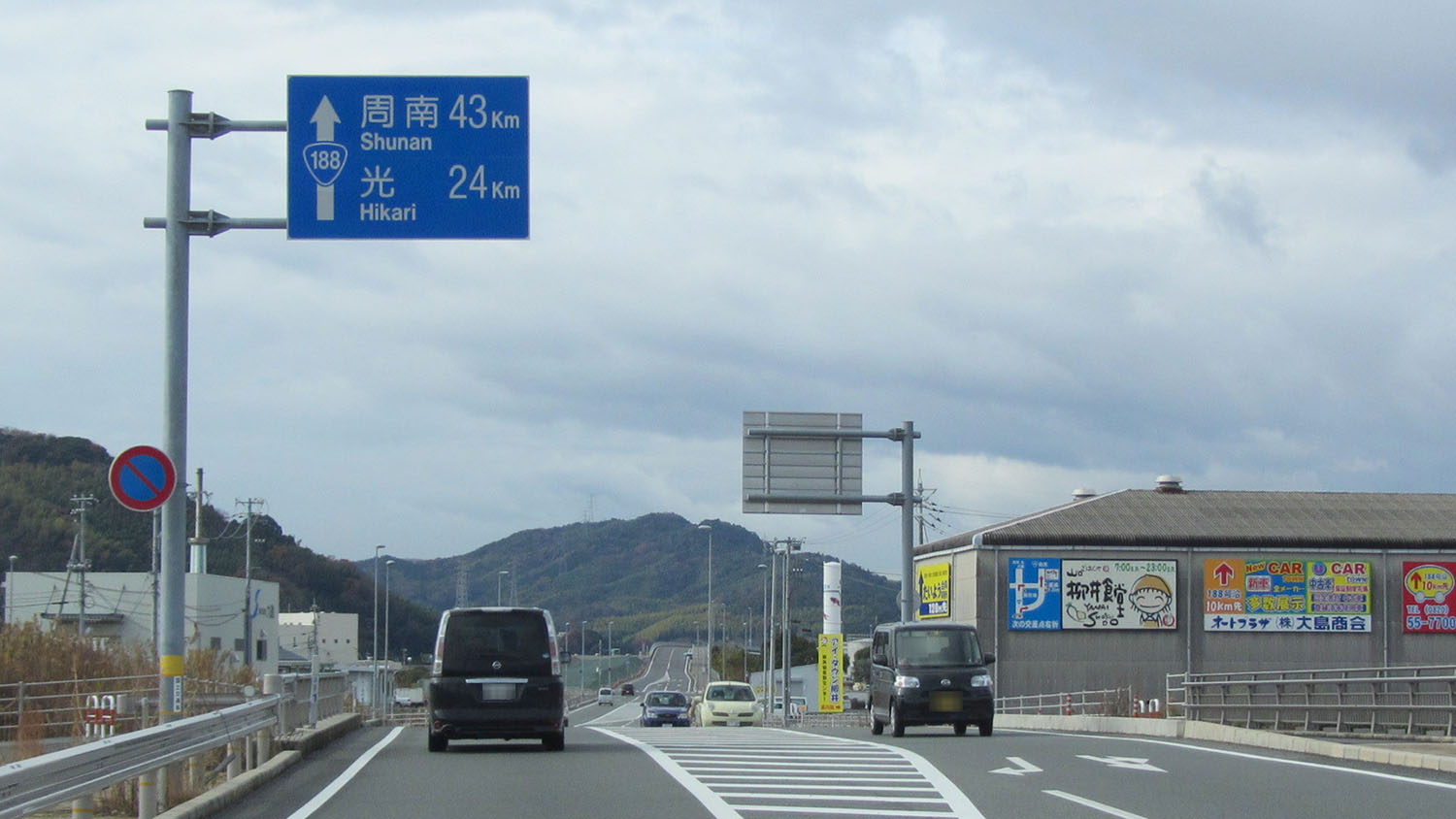
야나이 바이패스
야마구치현 이와쿠니시 야나이

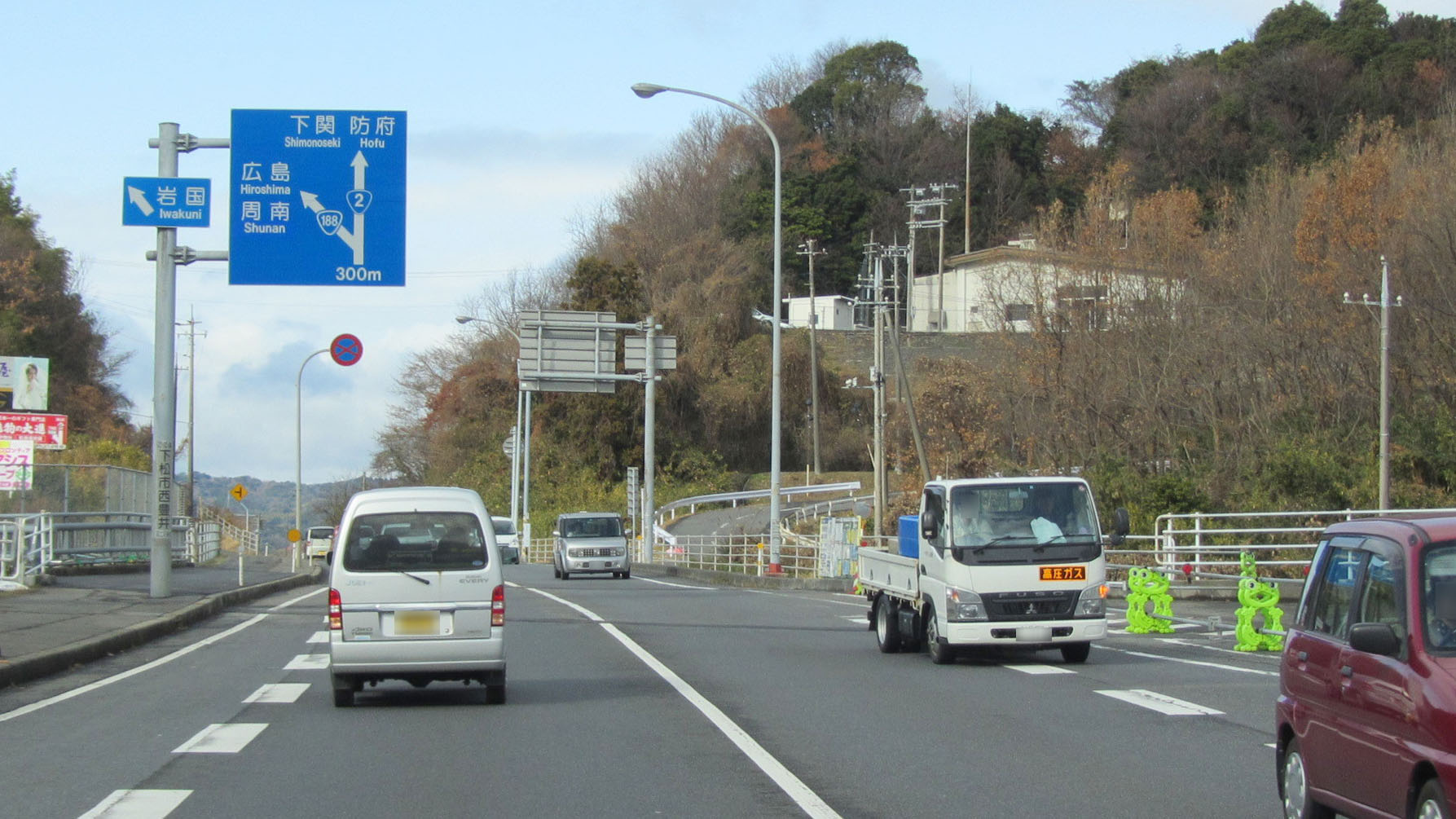
구다마쓰 바이패스
국도 2호선과의 분기
야마구치현 구다마쓰시 사쿠라초

국도 제188호선(일본어: 国道188号 こくどう188ごう[*])은 야마구치현 이와쿠니시에서 동현 구다마쓰시까지 이르는 일본의 일반 국도로, 총 연장 72.4 km, 현도 67.7 km로 각각 이룬다.

## 개요
이와쿠니시에서 세토 내해의 해안선을 따라 나이카이의 해안선을 따라 구다마쓰시까지 이르는 국도이다. 그러나 대다수의 구간에서는 산요 본선과 병주하고 있지만, 야나이시에서 히카리시까지의 구간에서는 약간의 내륙에 근접한 다부세정의 중심부를 거쳐 히카리시까지 산간 지역을 통과하고 있는 산요 본선에 대비하여, 188번 국도는 해안가에 더 근접한 히라세정의 중심부를 거쳐 히카리시까지 해안선을 따라 완주한다.

### 노선 정보
일반 국도의 노선을 지정하고 있는 정령에 의거한 기종점 및 경유지는 다음과 같다.
- 기점 : 이와쿠니시 (다테이시 교차로 = 국도 제2호선상, 국도 제188호선과의 기점 및 국도 제189호선과의 종점)
- 종점 : 구다마쓰시 (스에타케나카 교차로 = 국도 제2호선과의 교점)
- 중요한 경과지 : 야마구치현 구가군 오바타케정[A], 야나이시, 히카리시
- 총 연장 : 72.4 km
- 중용 연장 : 없음
- 미공용 연장 : 없음
- 실제 연장 : 72.4 km
- 현도 : 67.7 km
- 구도 : 없음
- 신도 : 4.7 km
- 지정 구간 : 이와쿠니시 마리후마치 1초메 13-6 ~ 구다마쓰시 노조미초 1초메 63-1 (전 구간)

## 역사
- 1953년 (쇼와 28년) 5월 18일 : 2급 국도 188호 도쿠야마 이와쿠니선(도쿠야마시 ~ 이와쿠니시)으로 지정 시행
- 1965년 (쇼와 40년) 4월 1일 : 1, 2급 등의 구분을 없애고 일반 국도 188호선으로 전환
- 1978년 (쇼와 53년) 4월 1일 : 국도 제2호선 슈난 바이패스(일본어판)의 구도 부분에 한하여, 야마구치현도 제347호 구다하쓰 신난요선이 지정됨에 따라 188번 국도의 기점 측을 연장하고, 도이시 교차로에서 미타가와 교차로로 바꾸며, 도이시 교차로 - 니반초 교차로 구간에서는 야마구치현도 제347호선과의 중복구간을 이룸.
- 1993년 (헤이세이 5년) 4월 1일 : 구다마쓰 바이패스의 완공에 따른 기종점을 서로 맞바꾸며, 종점의 위치를 미타카와 교차로 대신 스에타케나카 교차로로 바뀜에 따라 국도 188호선은 '이와쿠니 ~ 구다하라선'으로 재지정 시행

## 노선 개황

### 바이패스
- 이와쿠니미나미 바이패스(일본어판)
- 야나이 바이패스(일본어판)
- 야나이·히라오 바이패스(일본어판)
- 구다마쓰 바이패스(일본어판)

### 중복 구간
- 국도 제189호선 (이와쿠니시(기점) - 이와쿠니시 나카즈마치 3초메)

## 지리

### 통과하는 지자체
- 야마구치현
  - 이와쿠니시 - 야나이시 - 구마게군 히라오정 - 구마게군 다부세정 - 히카리시 - 구다마쓰시

### 통과하는 도로
- 국도 제2호선
- 국도 제187호선
- 국도 제189호선
- 국도 제437호선 (일본)(일본어판)

## 갤러리

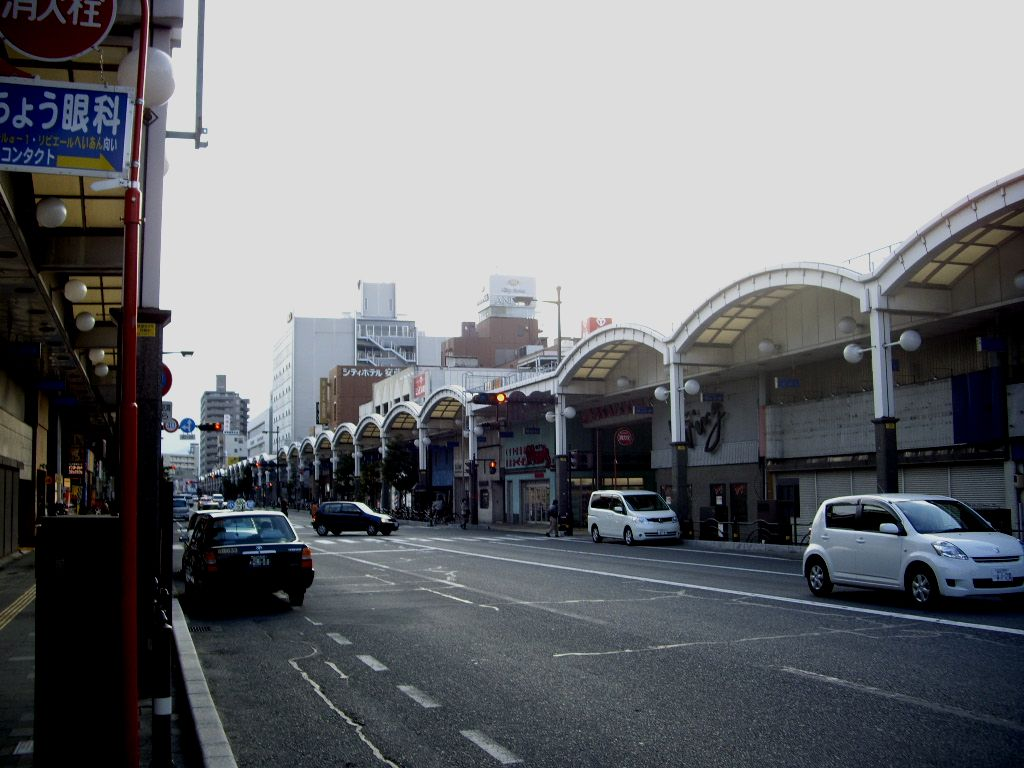
야마구치현 이와쿠니시 이와쿠니역 앞 교차로 부근
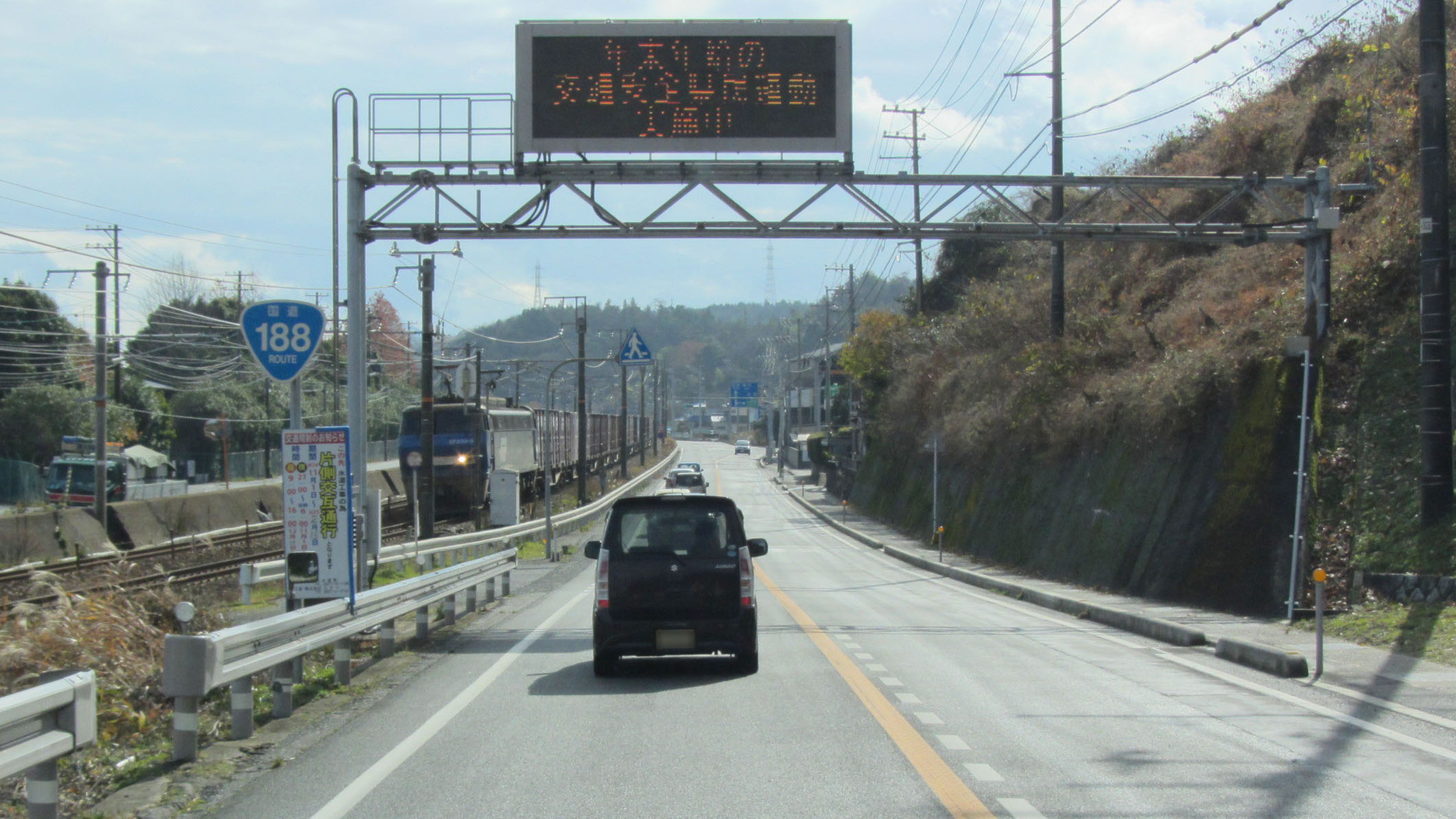
야마구치현 이와쿠니시 쓰즈
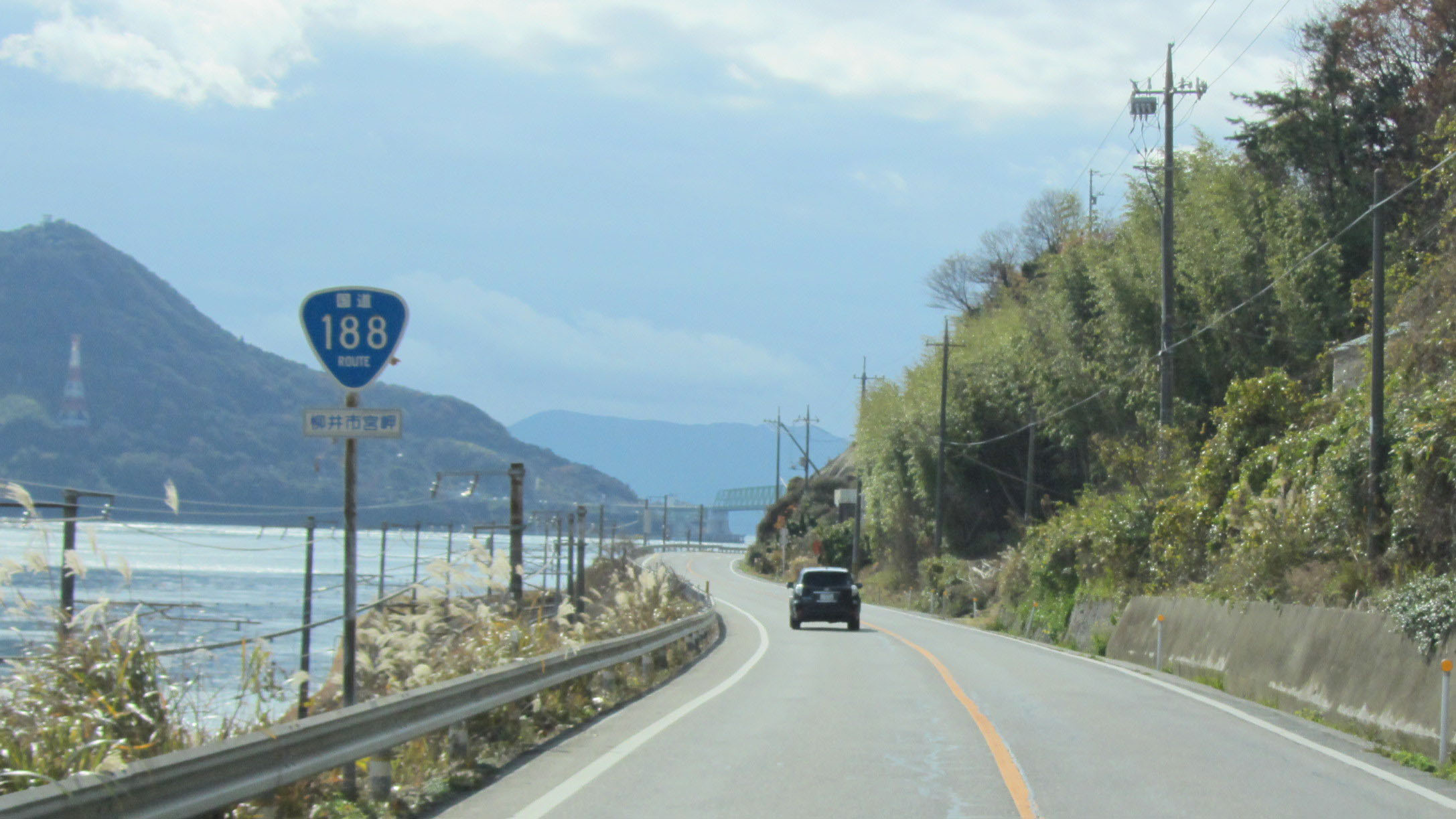
야마구치현 야나이시 고지로 미야바나
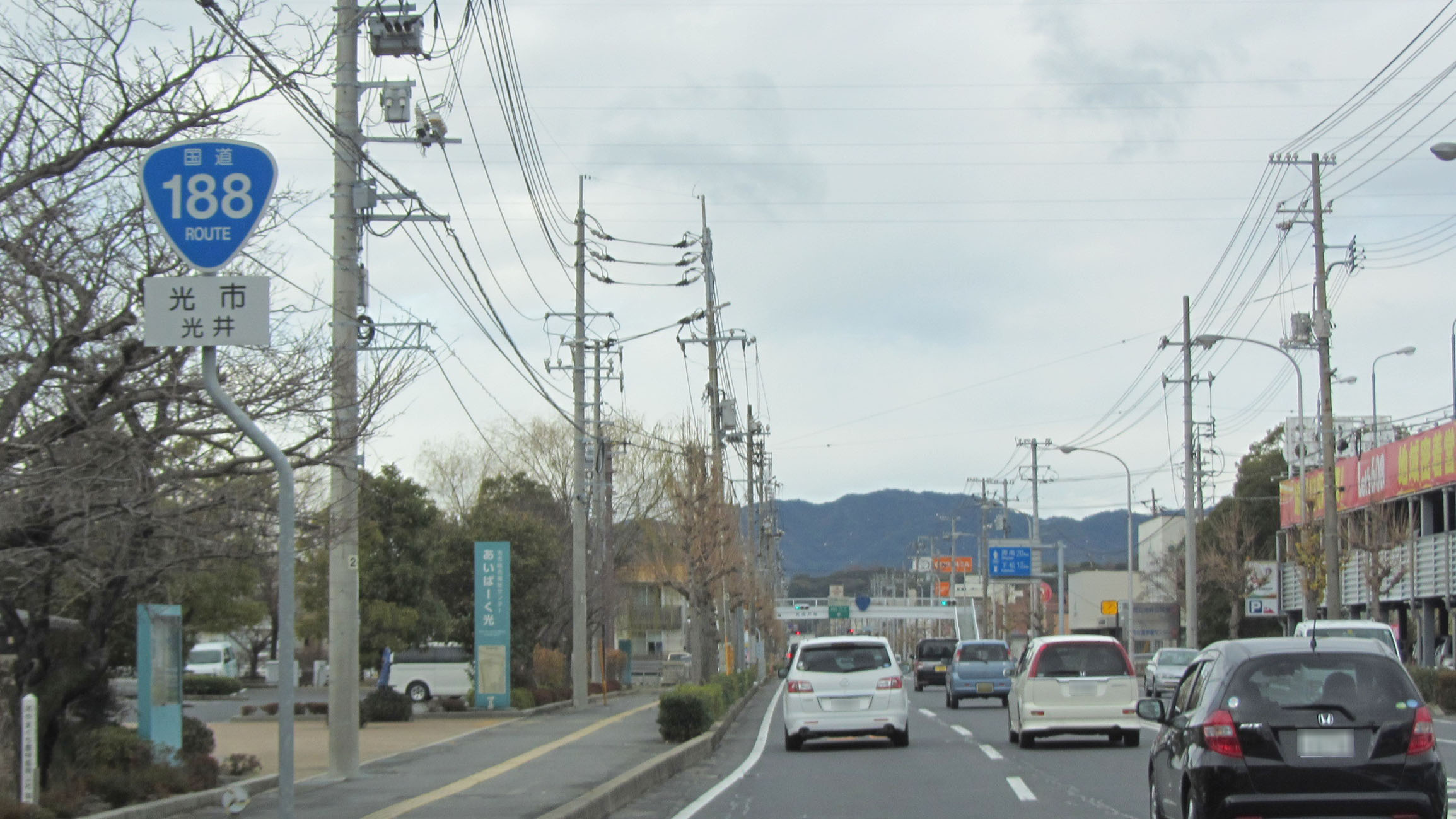
야마구치현 히카리시 미쓰이 2초메
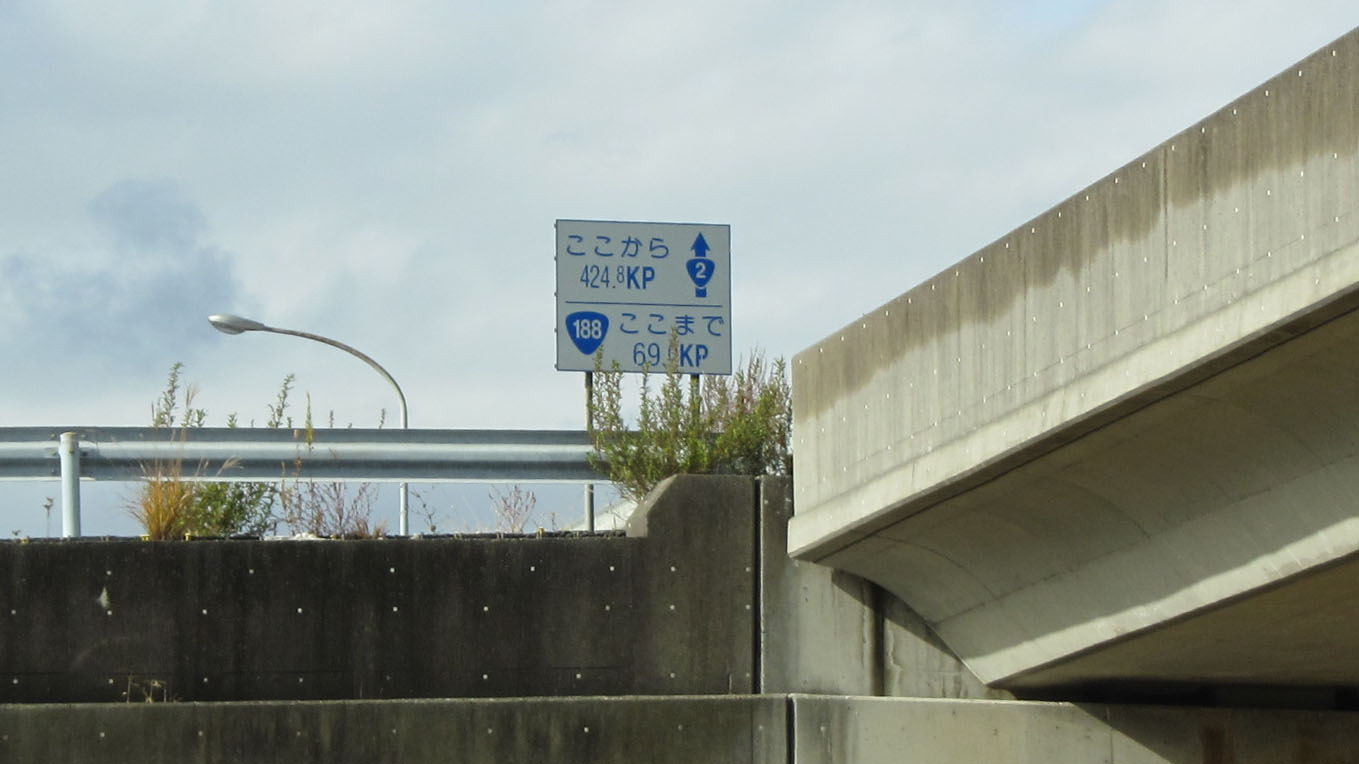
종점 포스트 야마구치현 구다마쓰시 미나미하나오카 스에타케 고가교 상